# Боряк Іван Петрович
Іван Петрович Боряк (1904, село Ручки Гадяцького повіту Полтавської губернії, тепер Миргородського району Полтавської області — загинув 1941, біля міста Вязьма, тепер Російська Федерація) — радянський партійний діяч, 3-й секретар ЦК КП(б) Киргизії, голова Верховної ради Киргизької РСР. Депутат Верховної ради Киргизької РСР 1-го скликання.

## Біографія
Народився в родині селянина-середняка. У червні 1916 року закінчив початкову школу в селі Ручки, потім чотири роки працював разом із батьком у сільському господарстві.
З вересня 1920 по липень 1923 року був курсантом вищих педагогічних курсів у місті Гадячі Полтавської губернії.
З липня 1923 по жовтень 1925 року — директор неповної семирічної трудової школи в селі Бобрик Роменського округу. У жовтні 1925 року був переведений на посаду вчителя до трудової школи села Перекопівка Роменського округу, де працював до квітня 1928 року.
Член ВКП(б) з червня 1926 року.
У квітні 1928 — травні 1929 року — відповідальний секретар Роменської окружної спілки працівників освіти.
У травні 1929 — вересні 1930 року — завідувач навчальної частини Роменської школи механізації сільського господарства.
У вересні 1930 — вересні 1932 року навчався у Вищому педагогічному інституті прикладної економіки та товарознавства. У липні 1934 року закінчив аспірантуру при цьому інституті і став заступником декана факультету товарознавства, а у вересні 1935 року обійняв посаду декана факультету товарознавства та одночасно заступника завідувача навчальної частини; у 1935—1936 роках викладав товарознавство в Московському інституті радянської кооперативної торгівлі.
У 1936—1937 роках — начальник Головного управління навчальних закладів Народного комісаріату торгівлі СРСР.
З 1937 по березень 1938 року — заступник директора Московського інституту радянської кооперативної торгівлі.
У 1938 році — секретар районного комітету ВКП(б) міста Москви.
16 липня 1938 — 4 грудня 1939 року — 3-й секретар ЦК КП(б) Киргизії.
Одночасно 18 липня 1938 — 10 травня 1940 року — голова Верховної ради Киргизької РСР.
У листопаді 1939 — липні 1941 року — начальник Головного управління навчальних закладів Народного комісаріату торгівлі СРСР.
У липні 1941 року був призваний у дивізію народного ополчення Москви на посаду старшого політрука. Загинув у жовтні 1941 року у Вяземському котлі на Смоленщині.